# Analcim
Analcim (av grekiska: analkimos, "svag"), är ett tvitt (eller grått) till färglöst tektosilikatmineral. Analcim består av natrium, aluminium och silikat i kubisk kristallin form och har den kemiska sammansättningen NaAlSi2O6·H2O. Kristallsystemet är isometriskt, men är vanligtvis avgränsat med endast en bråkdel av en vinkel. Men det finns verkliga isometriska prover av mineralet, vilket gör dess klassificering ännu svårare. Spaltning saknas och brottet är ojämnt. Hårdheten är 5–5,5 och den relativa densiteten 2,27. Lystern är glasig.
Analcim klassificeras vanligen som ett zeolitmineral trots att det strukturellt och kemiskt mer liknar fältspatoider. Analcim förekommer främst som primärt mineral i basalt och andra alkalina magmatiska bergarter. Det förekommer även som fyllnad i sprickor och håligheter i prehnit, kalkspat och zeoliter.

## Historik
Det beskrevs först av den franske geologen Déodat de Dolomieu, som kallade den zéolithe dure, vilket betyder hård zeolit. Den hittades i lava i Cyclops, Italien. Mineralet är IMA-godkänt, och hade blivit anfader, vilket betyder att namnet analcim tros hänvisa till en idag giltig art.

## Struktur och egenskaper
Analcimkristaller har alltid ett pseudokubiskt utseende. Dess vanliga kristallformer är trapezhedron, trunkerad trapezhedron med kubiska ytor och mer sällan antingen som en trunkerad trapezhedron, eller så kan kristallerna ta formen av en stympad kub som är typisk för bixbyiter. Kristallerna kan förekomma antingen individuellt, som sammankopplade, bilda grupper på plattor eller till och med i druzy form. Kristallmassor kan ibland också bilda ådror. Individuella kristaller är euedriska, vilket betyder att de har väldefinierade ytor. När mineralet befinner sig på en matris tar det en granulär form, vilket betyder att kristallerna blir anhedriska. Färgen på mineralet varierar på grund av spårföroreningar. Mineralet är svagt piezoelektriskt och pyroelektriskt, vilket betyder att det producerar en svag elektrisk laddning när det gnuggas eller värms upp, därav namnet analcim. Andra egenskaper är att mineralet kan ha en blåaktig vit fluorescens när den betraktas under kortvågigt UV-ljus, och en krämig vit-gul fluorescens under långvågigt UV-ljus. Det visar inga pleokroiska eller radioaktiva egenskaper. Analyser av mineralets symmetri varierar i resultat, men den vanligaste är tetragonal. Mineralet har vanligtvis polysyntetiska tvillingar, som endast är synliga i tunna sektioner när provet betraktas under polariserat analyserat ljus. Analcim består huvudsakligen av syre (50,87%), kisel (25,51%), aluminium (12,26 procent), natrium (10,44 procent) och har i övrigt en försumbar mängd väte (0,92 procent). Exemplaren av högsta kvalitet har formen av en trapezhedron och kan nå upp till 25 cm. Dessa exemplar är förknippade med serandit, aegyrin och natrolit, och kan hittas på Mont Saint-Hilaire, Quebec. Av de rosa-vita exemplaren har mineralet formen av välformade kuber som kan överstiga 10 cm, som kommer från flera platser i Val di Fassa, Trentino, Italien.

## Förekomst och användning
Fyndigheter av analcim finns på Kyklopöarna utanför Sicilien, Victoria i Australien; Kerguelenöarna i Indiska oceanen, vid Lake Superior, Bergen Hill i New Jersey och Golden i Colorado i USA; i Cape Blomidon och i Nova Scotia, samt på Island och i Namibia.
Analcim förekommer som ett primärt mineral i analcimbasalt och andra alkaliska magmatiska bergarter. Det förekommer också som hålrum och vesikelfyllningar tillsammans med prehnit, kalcit och zeoliter. Analcim bildas i sedimentära bergarter vid temperaturer under cirka 100 °C och så dess närvaro anger att stenen har upplevt ytlig diagenes. Även om det är vanligt i magmatiska bergarter (som basalter och trachy-basalter), finns det mer sällan i fonoliter. Förenliga mineral är zeoliter, kalcit och prehnit, men det finns även i nefelinsyeniter och deras pegmatiter. Den bildar en serie med pollucit. Sibiriska prover från Nidym och Toura ger oss vita kristaller på 18 cm. Prover av Cyclopean Islands är kända för sina vackra och klara kristaller, precis som kristallerna i Kings Valley och Springfield i Oregon, som kan nå upp till 6  centimeter. Coleman, Alberta i Kanada är känt för att producera vackra röda kristaller.

## Användning
Annat än dess estetiska värden har analcim för närvarande ingen användning. Kristalliserade exemplar är eftertraktade av samlare, och mineralet görs nästan aldrig till smycken. Kristaller som gjorts till smycken är oslipade och handgjorda. Det saknar användning som mikroporöst material. Detta beror på att analcim har en kompakt struktur och därmed har det ett starkt motstånd mot diffusion av både molekyler och katjoner. Analcim-bärande tuffar används ibland som byggnadsmaterial.